# 大貫大八
大貫 大八（おおぬき だいはち、1903年（明治36年）6月1日 – 1971年（昭和46年）7月22日）は、昭和期の弁護士、農民運動家、政治家。衆議院議員（1期）。

## 経歴
栃木県那須郡境村（烏山町境を経て現那須烏山市）で生まれる。弁護士の書生のかたわら下野中学校（現作新学院高等学校）を卒業。中央大学専門部法科に進学し、三輪寿壮弁護士事務所の書生をしながら1927年（昭和2年）に大学を卒業。高等試験司法科試験に合格し、1928年（昭和3年）宇都宮市で弁護士を開業した。
三輪の薫陶を受け日本労農党に入党し、1930年（昭和5年）宇都宮市会議員選挙（初回の普通選挙）で黒沢幸一と共に当選。労農大衆党栃木県連執行委員、栃木農民組合執行委員を務め、小作争議、労働争議を指導した。1932年（昭和7年）阿久津村事件により検挙され、懲役3年に処せられた。1937年（昭和12年）満洲国に渡り、東安省事務官、樺川県事務官、湯原県副県長、樺川県副県長を歴任した。
1946年（昭和21年）に帰国し、1948年（昭和23年）宇都宮弁護士会副会長、栃木県地方労働委員、同地方労働基準委員長に就任。1949年（昭和24年）日本社会党栃木県連会長に就任し8期在任した。1949年1月、第24回衆議院議員総選挙に栃木県第1区から社会党公認で出馬して落選。第26回、第27回総選挙でも落選し、1958年（昭和33年）5月の第28回総選挙に出馬して当選し、衆議院議員に1期在任した。この間、社会党憲法擁護特別委員長などを務め、1960年（昭和35年）民主社会党（民社党）の結成に参画し、同中央執行委員、同栃木県連顧問に在任した。1960年11月の第29回総選挙に立候補したが落選した。
その後、1965年（昭和40年）日本弁護士連合会副会長、1967年（昭和42年）同会代議員会議長に就任した。1968年（昭和43年）に栃木県矢板市で起きた女性による実父殺害事件を貧しかった被告人の母親から弁護料として鞄に詰められたジャガイモで引き受け、当時の刑法200条にあった尊属殺人の刑罰加重規定を違憲と主張し争っていた最中の1971年（昭和46年）、癌で倒れ、死去した。死没日をもって勲三等瑞宝章追贈、正五位に叙される。大貫には実子はいなかったが、弁護修習で自らの事務所に配属された大貫正一を養子に迎えており、事件の弁護は正一が引き継ぎ、1973年（昭和48年）に最高裁判所で違憲判決を勝ち取った。

## 著作
- 『ある裁判の断層』落合書店、1967年。